# Karen Gillan
Karen Sheila Gillan (Inverness, 28 de novembro de 1987) é uma atriz e modelo escocesa, mais conhecida por ter interpretado Amelia Pond na série britânica de ficção científica Doctor Who, Nebulosa no Universo Cinematográfico Marvel, e Ruby Roundhouse nos filmes Jumanji: Welcome to the Jungle e Jumanji: The Next Level.

## Início da vida
Gillan nasceu e cresceu em Inverness , filha de Marie e Raymond Gillan. Quando ela completou 16 anos, Gillan se mudou para Edimburgo e concluiu um curso de Atuação e Desempenho da HNC no Telford College. Ela se mudou para Londres aos 18 anos para estudar na Italia Conti Academy of Theatre Arts escola de teatro.
Enquanto estudava na Italia Conti, Gillan foi observado por uma agência de modelos. Antes de sua carreira de atriz, ela trabalhou como modelo, estreando na London Fashion Week em 2007. Gillan disse que não desistiria de sua carreira de atriz para voltar à modelagem, afirmando que enquanto ela gostava de modelar, a atuação sempre foi seu principal interesse e objetivo.

## Carreira

### Televisão

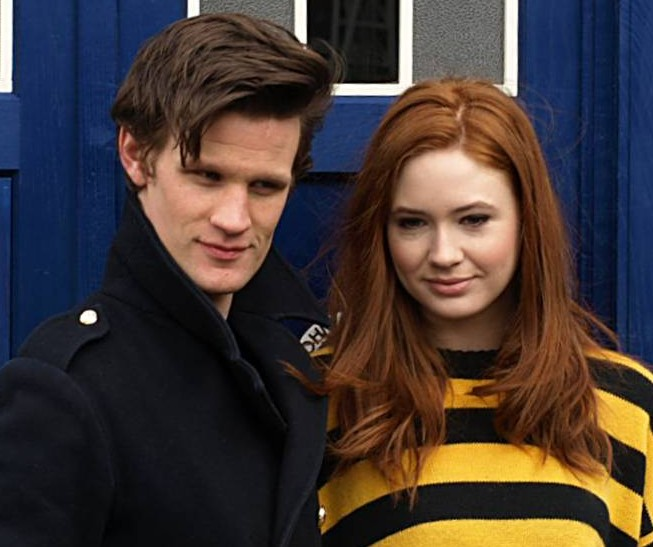
Gillan em Doctor Who co-estrelando com Matt Smith.

A carreira de atriz de televisão de Gillan incluiu participações especiais em vários programas de televisão, com seu primeiro papel em um episódio do drama criminal ITV Rebus, um papel pelo qual ela teve que abandonar a escola. Gillan, em seguida, assumiu uma temporada de dois anos como membro do elenco da série de comédia The Kevin Bishop Show, na qual ela interpretou vários personagens, incluindo celebridades como Katy Perry e Angelina Jolie. Gillan também apareceu na TV em um papel de liderança em um projeto de terror intitulado The Well, que foi transmitido como uma série de curtas-metragens episódicos na BBC Two.e mais tarde como uma série na web em BBC.co.uk. Parte da programação multimídia "switch" da BBC, os curtos episódios se interconectam com os jogos online que exploram ainda mais os ambientes apresentados na série. Em 2008, ela estrelou o filme de televisão do Channel 4, Stacked.
Gillan passou a interpretar Amelia Pond, companheira do Décimo Primeiro Doutor (interpretado por Matt Smith), na série de ficção científica britânica Doctor Who. Antes de interpretar o papel principal em maio de 2009, ela já apareceu em Doctor Who no episódio da série 4 "The Fires of Pompeii" no papel de adivinho. Ela fez sua primeira aparição na tela como Amy em "A décima primeira hora", com sua prima Caitlin Blackwood, representando uma versão mais jovem do mesmo personagem. Em 2010, ela venceu na categoria Entretenimento no Young Scot Awards. Ela apareceu na sexta série em 2011 e nos cinco primeiros episódios da sétima série em 2012, após os quais sua personagem e Rory Williams (interpretada por Arthur Darvill) deixaram a série. Gillan reprisou seu papel no especial de Natal de 2013 "A Hora do Doutor", para coincidir com a saída de Smith como Doutor.
Gillan foi escalada para a terceira temporada de A Touch of Cloth, que foi co-criada por Charlie Brooker.

Em fevereiro de 2014, Gillan foi escalada para protagonizar Selfie, um seriado americano de câmera única da ABC produzido pela Warner Bros. Television, com iluminação verde para a temporada de televisão nos EUA de 2014 a 2015. Gillan interpretou uma socialite chamada Eliza Dooley, uma versão moderna de Eliza Doolittle, que é obcecada por mídias sociais. Esta foi a primeira vez de Gillan no papel principal de uma série de televisão americana. A série foi cancelada pela ABC em 7 de novembro de 2014 após sete episódios; os seis episódios restantes foram disponibilizados no Hulu a partir de 25 de novembro de 2014.

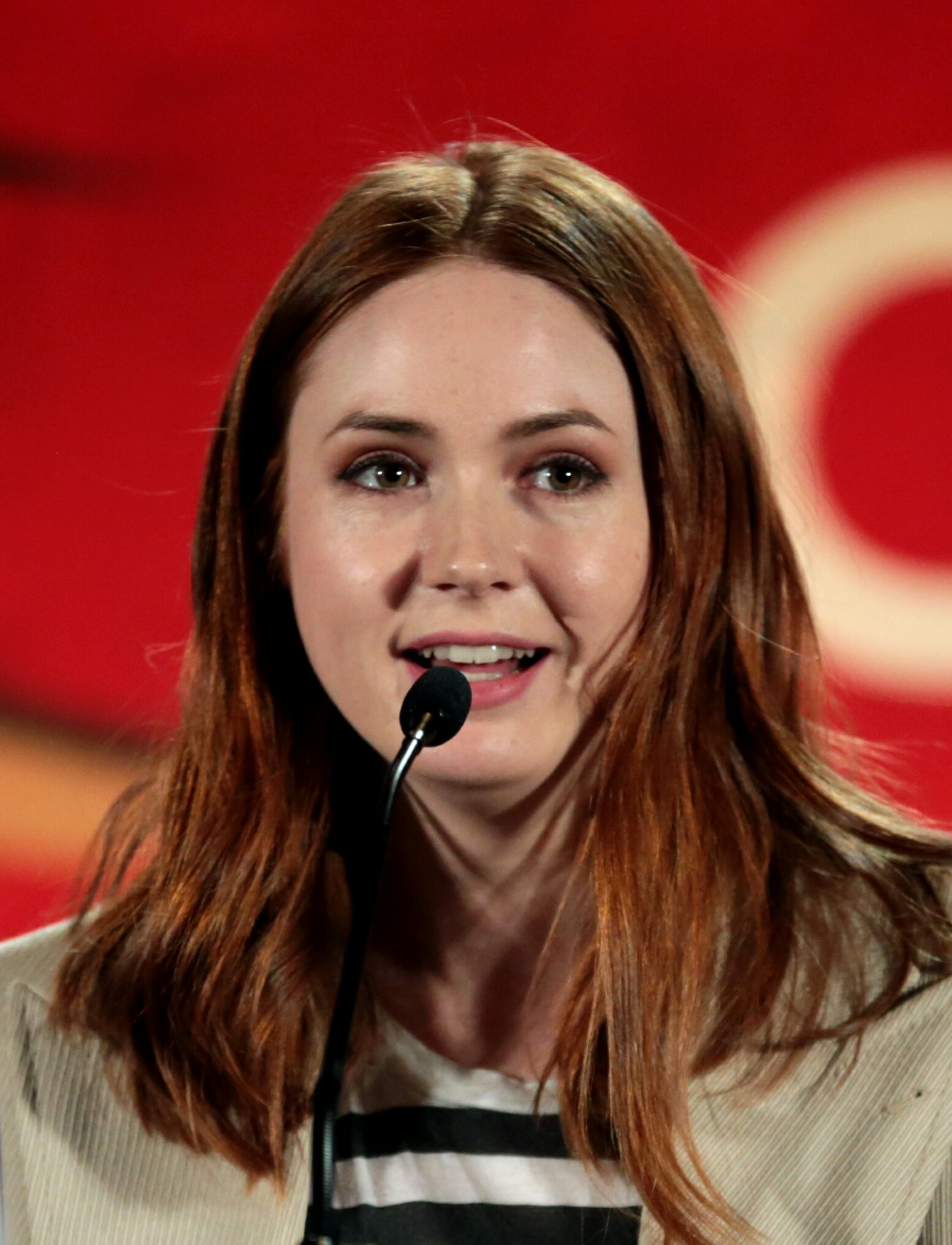
Karen Gillan na Phoenix Comicon em 2017.

### Cinema
Depois de aparecer em Outcast, foi anunciado que Gillan estrelaria uma comédia romântica indie escocesa chamada Not Another Happy Ending, ao lado de Emun Elliott em agosto de 2011. Ela foi selecionada pelo diretor John McKay, porque ele a conheceu durante o filme. A produção de Let's Take Manhattan, que ele também dirigiu, como "uma pessoa muito borbulhante, vibrante, enérgica, engraçada e levemente desajeitada", que era perfeita para o personagem. As filmagens ocorreram em julho de 2012, embora Elliott tenha sido substituído por Stanley Weber. Gillan disse a jornalistas que estava feliz por estar envolvida em uma produção escocesa que "não se refere ao uso de drogas ou à luta contra os ingleses". O filme estreou no Festival Internacional de Cinema de Edimburgo em junho de 2013. Em 2012, Gillan apareceu no filme de televisão We Take Manhattan, no papel da supermodelo Jean Shrimpton, que contou ao história do relacionamento de Shrimpton com o fotógrafo David Bailey.
Gillan estrelou o papel principal no filme de terror sobrenatural Oculus, que foi filmado no Alabama e lançado em abril de 2014.
Em maio de 2013, Gillan foi escalada como Nebulosa no filme de ficção científica da Marvel, Guardiões da Galáxia, lançado em agosto de 2014. Gillan estava com a cabeça raspada para o papel, que a Marvel transformou na peruca que Gillan usava. durante a produção de Selfie.
Em maio de 2014, Gillan foi escalada para o filme ocidental In a Valley of Violence, dirigido por Ti West, ao lado de John Travolta, Ethan Hawke e Taissa Farmiga. Gillan interpretou Ellen, a irmã mais velha do personagem de Farmiga.
Em 2015, Gillan apareceu no filme de drama The Big Short, dirigido por Adam McKay, ao lado de Brad Pitt, Christian Bale, Ryan Gosling, Steve Carell e Melissa Leo. Ela escreveu e dirigiu seu primeiro curta-metragem, Coward, exibido no Festival de Cinema de Edimburgo de 2015, e foi indicada a vários prêmios. No final do ano, ela escreveu, dirigiu e estrelou outro curta-metragem chamado Convencional. Ela venceu na categoria Melhor Iniciante Feminina no 20º Empire Empire para Guardiões da Galáxia e Oculus.

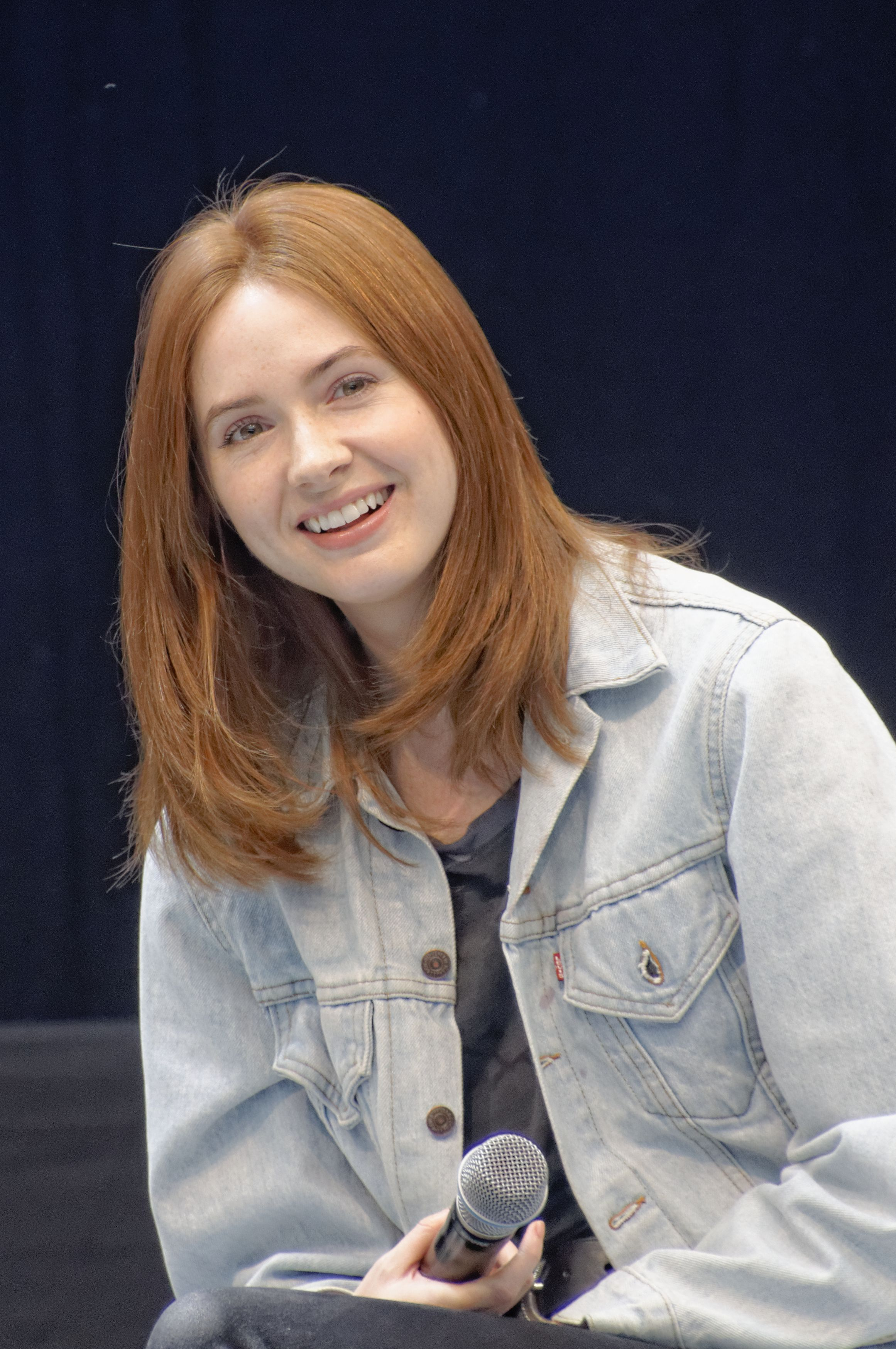
Karen Gillan em 2019.

Em 2 de novembro de 2016, foi anunciado que Gillan iria escrever, dirigir e estrelar sua estreia no cinema com a produtora de desenvolvimento e produção Mt. Burbank. O projeto de drama indie da Hollywood Films intitulado Tupperware Party. Situada em sua cidade natal, Inverness, nas Terras Altas da Escócia, as filmagens começaram em janeiro de 2017 e terminaram no mês seguinte. O título do filme foi posteriormente alterado para The Party's Just Beginning. O filme foi nomeado para Melhor Longa-Metragem no British Academy Scotland Awards.
Em 2017, Gillan reprisou seu papel como Nebulosa em Guardiões da Galáxia Vol. 2, dessa vez se tornando um membro da equipe homônima do filme, e co-estrelando The Circle, ao lado de Emma Watson, Tom Hanks e John Boyega. O último filme, lançado em abril, foi dirigido e escrito por James Ponsoldt e foi baseado no romance de Dave Eggers. Também naquele ano, Gillan desempenhou o papel feminino principal em Jumanji: Welcome to the Jungle, a terceira parte da franquia Jumanji, estrelando ao lado de Dwayne Johnson, Kevin Hart, Jack Black e Nick Jonas. Ela reprisou seu papel como Nebulosa em Avengers: Infinity War (2018) e Avengers: Endgame (2019), que foram filmados lado a lado. As filmagens dos dois filmes começaram em janeiro de 2017 no Pinewood Atlanta Studios em Fayette County, na Geórgia e terminaram em janeiro de 2018.
Em 2019, ela participou de All Creatures Here Below, Stuber, Spies in Disguise e Jumanji: The Next Level. Em 2020, ela deve aparecer em Call of the Wild e estrelará Gunpowder Milkshake ao lado de Lena Headey, Angela Bassett, Carla Gugino, Michelle Yeoh e Paul Giamatti.
Em 2021, foi escalada no elenco de Thor: Love and Thunder para repetir o papel de Nebulosa. Suas filmagens encerraram em fevereiro de 2021, indicando que Nebulosa terá uma participação menor.

## Vida pessoal
Durante uma entrevista de 2012 no The Late Late Show, ela afirmou que havia se mudado para os EUA para estrelar o filme Oculus. Ela afirmou que, embora sua família seja católica, ela não foi batizada e não é religiosa, concordando com a afirmação de que "somos apenas pontos minúsculos no vasto vazio cósmico do universo".

## Filmografia

### Cinema
| Ano  | Título                                  | Personagem       | Notas                                                         |
| ---- | --------------------------------------- | ---------------- | ------------------------------------------------------------- |
| 2008 | Stacked                                 | Ginny Turner     |                                                               |
| 2010 | Outcast                                 | Ally             |                                                               |
| 2013 | Not Another Happy Ending                | Jane Lockheart   |                                                               |
| 2013 | Oculus                                  | Kaylie Russell   |                                                               |
| 2014 | Guardiões da Galáxia                    | Nebulosa         |                                                               |
| 2014 | Bound For Greatness                     | Maeve MacDonough | Curta-metragem                                                |
| 2015 | Warning Labels                          | Mindy            | Curta-metragem                                                |
| 2015 | Coward                                  | N/A              | Curta-metragem Diretora, roteirista e produtora-executiva     |
| 2015 | Fun Size Horror: Volume Two             | Rachel Milligan  | Curta-metragem Segmento: "Convencional" Diretora e roteirista |
| 2015 | The Big Short                           | Evie             |                                                               |
| 2016 | In a Valley of Violence                 | Ellen            |                                                               |
| 2017 | Guardiões da Galáxia Vol. 2             | Nebulosa         |                                                               |
| 2017 | O Círculo                               | Annie            |                                                               |
| 2017 | Jumanji: Bem-Vindo à Selva              | Ruby Roundhouse  |                                                               |
| 2018 | The Party's Just Beginning              | Liusaidh         | Diretora e roteirista                                         |
| 2018 | Alex e a Lista                          | Lilly            |                                                               |
| 2018 | Vingadores: Guerra Infinita             | Nebulosa         |                                                               |
| 2019 | Vingadores: Ultimato                    | Nebulosa         |                                                               |
| 2019 | All Creatures Here Below                | Ruby             |                                                               |
| 2019 | Stuber                                  | Sarah Morris     |                                                               |
| 2019 | Jumanji: Próxima Fase                   | Ruby Roundhouse  |                                                               |
| 2019 | Um Espião Animal                        | Eyes             | Voz                                                           |
| 2019 | The Hoarding                            | Hope             | Curta-metragem Diretora e roteirista                          |
| 2019 | Neurotica                               | Chloe            | Curta-metragem                                                |
| 2020 | The Call of the Wild                    | Mercedes         |                                                               |
| 2020 | Gunpowder Milkshake                     | Eva              |                                                               |
| 2022 | Thor: Love and Thunder                  | Nebulosa         |                                                               |
| 2022 | Guardiões da Galáxia: Especial de Natal | Nebulosa         | Curta metragem especial de Natal.                             |
| 2023 | Guardiões da Galáxia Vol. 3             | Nebulosa         | Pós-produção                                                  |
| TBA  | Jumanji 4                               | Ruby Roundhouse  | Pré-produção                                                  |

### Televisão
| Ano       | Título                  | Personagem         | Notas                     |
| --------- | ----------------------- | ------------------ | ------------------------- |
| 2006      | Rebus                   | Terry Cotter       |                           |
| 2007-2009 | The Kevin Bishop Show   | Vários Personagens |                           |
| 2008      | Coming Up               | Anna               |                           |
| 2008      | Doctor Who              | Soothsayer         | 1 episódio                |
| 2008      | Harley Street           | Holly              |                           |
| 2010      | The Well                | Coll               |                           |
| 2010-2013 | Doctor Who              | Amy Pond           |                           |
| 2010      | Doctor Who Prom         | Ela mesma          |                           |
| 2010-2011 | Doctor Who Confidential | Ela mesma          |                           |
| 2012      | In Love With Coward     | Laura              |                           |
|           |                         | Jean Shrimpton     |                           |
| 2013      | NTSF:SD:SUV             | Daisy              |                           |
| 2013      | A Touch of Cloth        | Kerry Newblood     | 3ª temporada              |
| 2014      | Selfie                  | Eliza Dooley       | Inspirado em My Fair Lady |
| 2015      | Robot Chicken           | Anastasia Steele   | 1 episódio (Voz)          |

### Video Games
| Ano  | Título                                                         | Papel                      |
| ---- | -------------------------------------------------------------- | -------------------------- |
| 2010 | Doctor Who: The Adventure Games : City of the Daleks           | Amy Pond (voz e aparência) |
| 2010 | Doctor Who: The Adventure Games : Blood of the Cybermen        | Amy Pond (voz e aparência) |
| 2010 | Doctor Who: The Adventure Games : TARDIS                       | Amy Pond (voz e aparência) |
| 2010 | Doctor Who: The Adventure Games : Shadows of the Vashta Nerada | Amy Pond (voz e aparência) |
| 2010 | Doctor Who: Evacuation Earth                                   | Amy Pond (voz e aparência) |
| 2010 | Doctor Who: Return to Earth                                    | Amy Pond (voz e aparência) |
| 2010 | Doctor Who: The Mazes of Time                                  | Amy Pond (voz e aparência) |

## Teatro
| Ano  | Título                | Personagem | Local            |
| ---- | --------------------- | ---------- | ---------------- |
| 2011 | Inadmissible Evidence | Shirley    | Donmar Warehouse |
| 2013 | Time to Act           |            | Broadway         |

## Prêmios
| Ano  | Prêmio                                  | Categoria                         | Nominação  | Resultado |
| ---- | --------------------------------------- | --------------------------------- | ---------- | --------- |
| 2010 | TV Quick Award                          | Melhor atriz                      | Doctor Who | Indicado  |
| 2010 | Cosmopolitan 'Woman of the year' Awards | Melhor atriz                      | Doctor Who | Venceu    |
| 2011 | SFX Awards                              | Melhor atriz                      | Doctor Who | Venceu    |
| 2011 | TV Choice Awards                        | Melhor atriz                      | Doctor Who | Venceu    |
| 2011 | Scream Awards                           | Melhor atriz de ficção            | Doctor Who | Indicado  |
| 2012 | National Television Awards              | Melhor atuação de drama: Feminino | Doctor Who | Venceu    |
| 2012 | Scottish Fashion Awards                 | Ícone da moda na Escócia          | Ela mesma  | Venceu    |